# Leptanilla oceanica
Leptanilla oceanica är en myrart som beskrevs av Baroni Urbani 1977. Leptanilla oceanica ingår i släktet Leptanilla och familjen myror. Inga underarter finns listade i Catalogue of Life.